# Labuan (federaal territorium)
Labuan (Jawi: لابوان), voorheen bekend als Victoria-eiland, is een Maleisische archipel voor de kust van de Maleisische staat Sabah en het sultanaat Brunei. De archipel heeft de status van federaal territorium en bestaat uit het hoofdeiland Labuan (75 km²) en zes kleinere eilanden: Pulau Rusukan Besar (Groot Rusukan), Pulau Rusukan Kecil (Klein Rusukan), Pulau Kuraman, Pulau Burong, Pulau Papan en Pulau Daat.
De hoofdplaats is Bandar Labuan. Onder het Engelse bewind heette de hoofdplaats Victoria. Het territorium staat bekend om zijn offshorebanken.
Labuan heeft een totale oppervlakte van 92 km² en circa 100.000 inwoners. De bevolkingssamenstelling van Labuan was in 2005 als volgt: autochtone Maleisiërs en Kedayan 30.300 personen, Chinese Maleisiërs 10.800 personen, Kadazan Dusun 5500, Bajau 4800, Murut 700, andere volken 13.300 en buitenlanders zonder de Maleisische nationaliteit 18.600 personen.
Nabij Labuan is een van de twee bases van de Koninklijke Maleisische luchtmacht op het eiland Borneo gelegen.

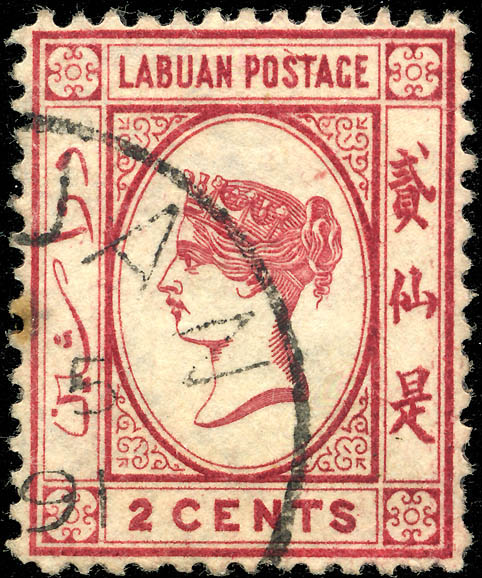
Postzegel van Labuan

## Geschiedenis
Nadat de Engelsen in de 18e eeuw al tijdelijk een handelspost hadden gevestigd op Labuan, werd het eiland in 1848 een Britse kroonkolonie. In 1907 werd Labuan toegevoegd aan de Straits Settlements. Het was de Britse uitvalsbasis voor Noord-Borneo. Op 3 januari 1942 werd Labuan bezet door Japanse troepen. De Japanse bezetting duurde tot de bezetters zich op 9 september 1945, na de herovering van het eiland door Australische troepen, overgaven.
In 1946 werd Labuan een deel van de Britse kroonkolonie Noord-Borneo, die in 1963 onder de naam Sabah een deelstaat werd van Maleisië. In 1990 werd Labuan een federaal territorium en een vrijhandelszone.

## Extern link
- Labuan op Maleisie.be